# Caufrenyllodes bacilloformis
Genre
Espèce
Caufrenyllodes bacilloformis, unique représentant du genre Caufrenyllodes, est une espèce de collemboles de la famille des Odontellidae.

## Distribution
Cette espèce est endémique d'Australie.

## Publication originale
- Greenslade & Deharveng, 1984 : Caufrenyllodes (Collembola: Odontellidae), a new genus from Australia. Journal of the Australian Entomological Society, vol. 23, no 3, p. 223-227.